# International Ultraviolet Explorer
International Ultraviolet Explorer (IUE) eller Explorer 57 var en astronomisk observatoriesatellit som i första hand utformades för att operera i ultraviolett spektra. Satelliten var ett samarbetsprojekt mellan NASA, Storbritanniens vetenskapsråd och Europeiska rymdorganisationen (ESA). Uppdraget föreslogs först i början av 1964, av en grupp forskare i Storbritannien, och uppskjutning genomfördes den 26 januari 1978 med en NASA Delta-raket. Uppdraget var ursprungligen satt till 3 år, men i slutänden varade det nästan 18 år, satelliten stängdes av 1996. Avstängningen inträffade av ekonomiska skäl, medan teleskopet fortfarande fungerade nära ursprunglig effektivitet.
Det var det första rymdobservatoriet som skulle drivas i realtid av astronomer som besökte basstationerna i USA och Europa. Astronomer gjorde över 104 000 observationer med hjälp av IUE, av föremål som sträcker sig från solsystemet till avlägsna kvasarer. Bland de signifikanta vetenskapliga resultaten från IUE-data var de första storskaliga studierna av stjärnvindar, exakta mätningar av hur interstellärt damm absorberar ljus och mätningar av supernovan SN1987A som visade att den trotsade stjärnevolutionsteorier som de då stod. När uppdraget slutade betraktades det som den mest framgångsrika astronomiska satelliten någonsin.